# Tuffi ai campionati mondiali di nuoto 2025 - Trampolino 1 metro maschile
La competizione dei tuffi dal trampolino 1 metro maschile dei campionati mondiali di nuoto 2025 si è svolta il 27 luglio 2025 presso l'OCBC Aquatic Centre di Singapore.
La gara, a cui hanno preso parte 59 tuffatori provenienti da 37 nazioni, si è svolta in due turni, in ognuno dei quali l'atleta ha eseguito una serie di sei tuffi. Il turno preliminare ha avuto avvio alle ore 09:02. La finale si è svolta alle 17:32.
La competizione è stata vinta dal cinese Zheng Jiuyuan, che precudo sul podio il messicano Osmar Olvera (campione uscente) e il connazionale Yan Siyu.

## Programma
| Data           | Ora   | Turno       |
| -------------- | ----- | ----------- |
| 27 luglio 2025 | 09:02 | Preliminari |
| 27 luglio 2025 | 17:32 | Finale      |

## Risultati
| Pos.    | Atleta                            | Nazionalità       | Preliminari | Preliminari | Finale          | Finale          |
| Pos.    | Atleta                            | Nazionalità       | Punti       | Pos.        | Punti           | Pos.            |
| ------- | --------------------------------- | ----------------- | ----------- | ----------- | --------------- | --------------- |
| Oro     | Zheng Jiuyuan                     | Cina              | 428.00      | 1           | 443.70          | 1               |
| Argento | Osmar Olvera                      | Messico           | 366.95      | 6           | 429.60          | 2               |
| Bronzo  | Yan Siyu                          | Cina              | 372.25      | 4           | 405.50          | 3               |
| 4       | Jordan Houlden                    | Gran Bretagna     | 407.45      | 2           | 405.15          | 4               |
| 5       | Jules Bouyer                      | Francia           | 370.15      | 5           | 390.15          | 5               |
| 6       | Moritz Wesemann                   | Germania          | 350.60      | 12          | 386.70          | 6               |
| 7       | Lorenzo Marsaglia                 | Italia            | 381.30      | 3           | 383.70          | 7               |
| 8       | Gennadii Fokin                    | Neutral Athlete B | 359.75      | 8           | 381.00          | 8               |
| 9       | Lou Massenberg                    | Germania          | 357.80      | 10          | 360.45          | 9               |
| 10      | Jonathan Ruvalcaba                | Rep. Dominicana   | 358.30      | 9           | 354.50          | 10              |
| 11      | Giovanni Tocci                    | Italia            | 365.15      | 7           | 340.25          | 11              |
| 12      | Bohdan Chyzhovskyi                | Ucraina           | 351.00      | 11          | 316.40          | 12              |
| 13      | Liam Stone                        | Nuova Zelanda     | 349.80      | 13          | Non qualificati | Non qualificati |
| 14      | Juan Celaya                       | Messico           | 347.20      | 14          | Non qualificati | Non qualificati |
| 15      | Danylo Konovalov                  | Ucraina           | 343.75      | 15          | Non qualificati | Non qualificati |
| 16      | Nick Harris                       | Stati Uniti       | 339.80      | 16          | Non qualificati | Non qualificati |
| 17      | Noah Penman                       | Gran Bretagna     | 337.05      | 17          | Non qualificati | Non qualificati |
| 18      | Matej Nevešćanin                  | Croazia           | 334.40      | 18          | Non qualificati | Non qualificati |
| 19      | Kacper Lesiak                     | Polonia           | 334.35      | 19          | Non qualificati | Non qualificati |
| 20      | Frank Rosales                     | Cuba              | 334.10      | 20          | Non qualificati | Non qualificati |
| 21      | Gwendal Bisch                     | Francia           | 332.55      | 21          | Non qualificati | Non qualificati |
| 22      | Donato Neglia                     | Cile              | 328.00      | 22          | Non qualificati | Non qualificati |
| 23      | Max Liñan                         | Spagna            | 325.60      | 23          | Non qualificati | Non qualificati |
| 24      | Mohamed Ahmed Farouk              | Egitto            | 324.50      | 24          | Non qualificati | Non qualificati |
| 25      | Kang Min-hyuk                     | Corea del Sud     | 324.00      | 25          | Non qualificati | Non qualificati |
| 26      | Hudson Skinner                    | Australia         | 318.00      | 26          | Non qualificati | Non qualificati |
| 27      | Andrzej Rzeszutek                 | Polonia           | 317.85      | 27          | Non qualificati | Non qualificati |
| 28      | Avvir Tham                        | Singapore         | 314.65      | 28          | Non qualificati | Non qualificati |
| 29      | Egor Lapin                        | Neutral Athlete B | 313.40      | 29          | Non qualificati | Non qualificati |
| 30      | Martynas Lisauskas                | Lituania          | 311.25      | 30          | Non qualificati | Non qualificati |
| 31      | Alexandru Avasiloae               | Romania           | 310.25      | 31          | Non qualificati | Non qualificati |
| 32      | Yi Jae-gyeong                     | Corea del Sud     | 308.00      | 32          | Non qualificati | Non qualificati |
| 33      | Lyle Yost                         | Stati Uniti       | 304.70      | 33          | Non qualificati | Non qualificati |
| 34      | Vyacheslav Kachanov               | Uzbekistan        | 302.40      | 34          | Non qualificati | Non qualificati |
| 35      | Theofilos Afthinos                | Grecia            | 296.60      | 35          | Non qualificati | Non qualificati |
| 36      | Luís Felipe Moura                 | Brasile           | 294.90      | 36          | Non qualificati | Non qualificati |
| 37      | Elias Petersen                    | Svezia            | 294.40      | 37          | Non qualificati | Non qualificati |
| 38      | Tornike Onikashvili               | Georgia           | 292.30      | 38          | Non qualificati | Non qualificati |
| 39      | Tazman Abramowicz                 | Canada            | 288.45      | 39          | Non qualificati | Non qualificati |
| 40      | Jonas Madsen                      | Danimarca         | 285.45      | 40          | Non qualificati | Non qualificati |
| 41      | Yong Rui Jie                      | Malaysia          | 283.90      | 41          | Non qualificati | Non qualificati |
| 42      | Sebastian Konecki                 | Lituania          | 279.85      | 42          | Non qualificati | Non qualificati |
| 43      | Nazar Kozhanov                    | Kazakistan        | 276.70      | 43          | Non qualificati | Non qualificati |
| 44      | Nurqayyum Nazmi bin Mohamad Nazim | Malaysia          | 274.35      | 44          | Non qualificati | Non qualificati |
| 45      | Frandiel Gómez                    | Rep. Dominicana   | 270.90      | 45          | Non qualificati | Non qualificati |
| 46      | Rafael Max                        | Brasile           | 269.40      | 46          | Non qualificati | Non qualificati |
| 47      | Mikula Miočić                     | Croazia           | 263.20      | 47          | Non qualificati | Non qualificati |
| 48      | Max Lee                           | Singapore         | 261.00      | 48          | Non qualificati | Non qualificati |
| 49      | David Ekdahl                      | Svezia            | 257.25      | 49          | Non qualificati | Non qualificati |
| 50      | Curtis Yuen                       | Hong Kong         | 257.00      | 50          | Non qualificati | Non qualificati |
| 51      | Chawanwat Juntaphadawon           | Thailandia        | 254.50      | 51          | Non qualificati | Non qualificati |
| 52      | Benjamin Wilson                   | Australia         | 253.70      | 52          | Non qualificati | Non qualificati |
| 53      | Juan Travieso                     | Venezuela         | 251.00      | 53          | Non qualificati | Non qualificati |
| 54      | Aleksandre Tskhomelidze           | Georgia           | 248.40      | 54          | Non qualificati | Non qualificati |
| 55      | Sam Vajerhelabad                  | Iran              | 242.85      | 55          | Non qualificati | Non qualificati |
| 56      | Surajit Rajbanshi                 | India             | 238.80      | 56          | Non qualificati | Non qualificati |
| 57      | Robben Yiu                        | Hong Kong         | 236.35      | 57          | Non qualificati | Non qualificati |
| 58      | Tsvetomir Ereminov                | Bulgaria          | 232.60      | 58          | Non qualificati | Non qualificati |
| 59      | Premson Yumnam                    | India             | 219.15      | 59          | Non qualificati | Non qualificati |
| —       | Senri Ikuma                       | Giappone          | dns         | dns         | dns             | dns             |